# Neoniphon
Genre
Neoniphon est un genre de poissons de la famille des holocentridés. La plupart des espèces de ce genre sont appelées « poissons-écureuils ».

## Systématique
Le genre Neoniphon a été créé en 1875 par le naturaliste et explorateur français Francis de Laporte de Castelnau (1810-1880).

## Liste d'espèces
Selon World Register of Marine Species (22 septembre 2021) :
- Neoniphon argenteus (Valenciennes, 1831)
- Neoniphon aurolineatus (Liénard, 1839)
- Neoniphon marianus (Cuvier, 1829)
- Neoniphon opercularis (Valenciennes, 1831)
- Neoniphon pencei Copus, Pyle & Earle, 2015
- Neoniphon sammara (Forsskål, 1775)

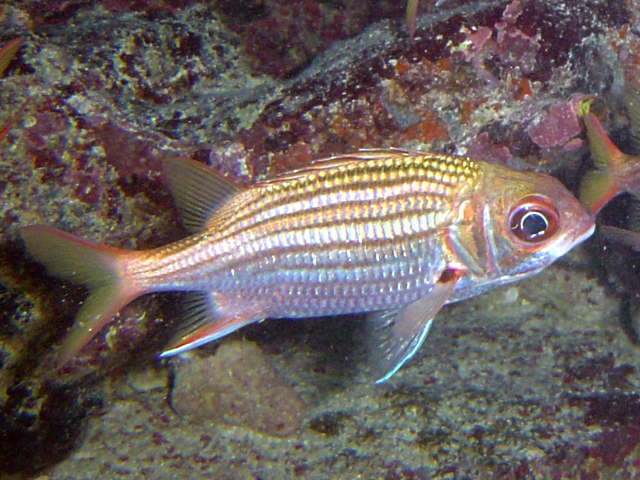
Neoniphon marianus.
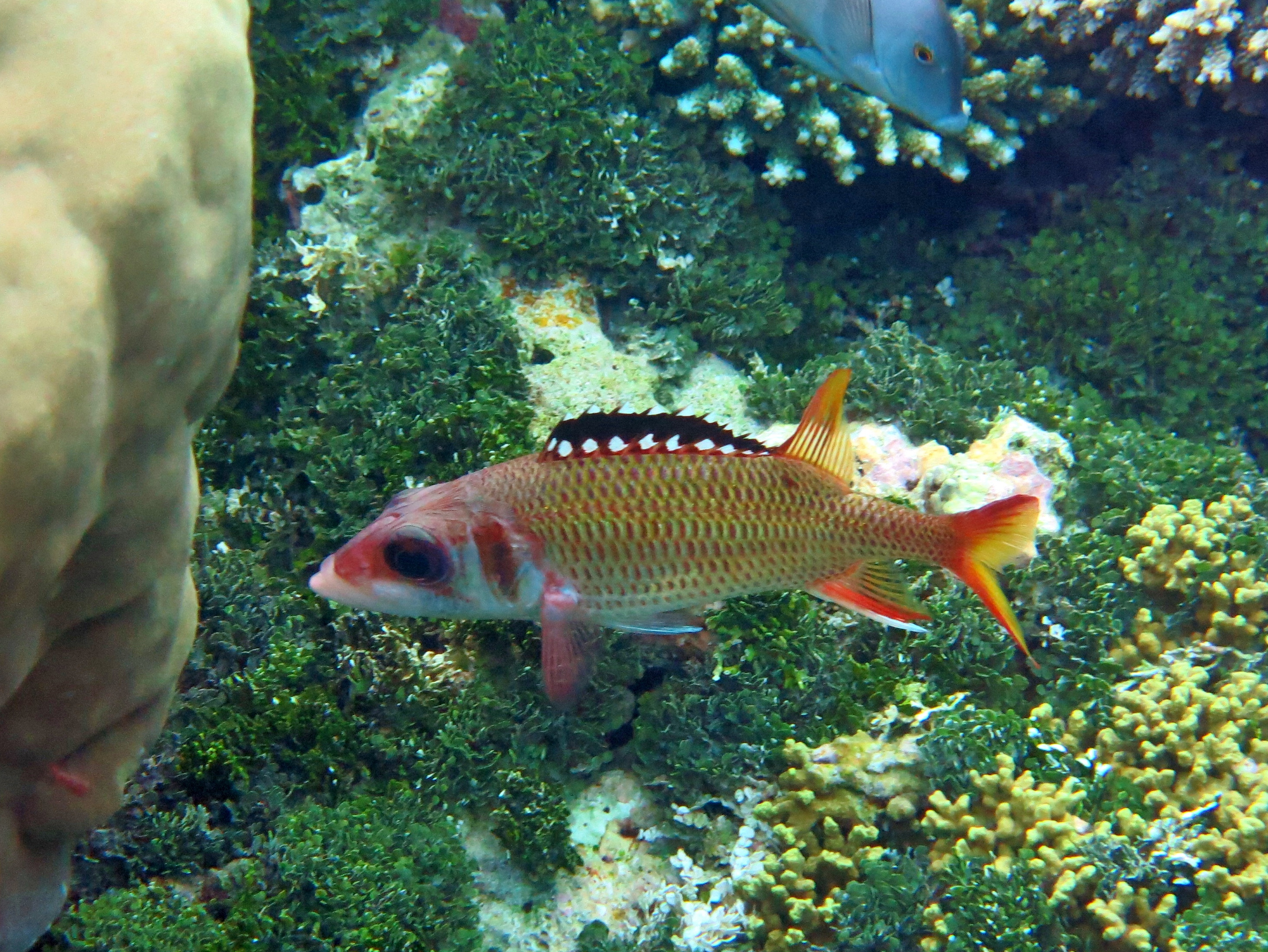
Neoniphon opercularis.
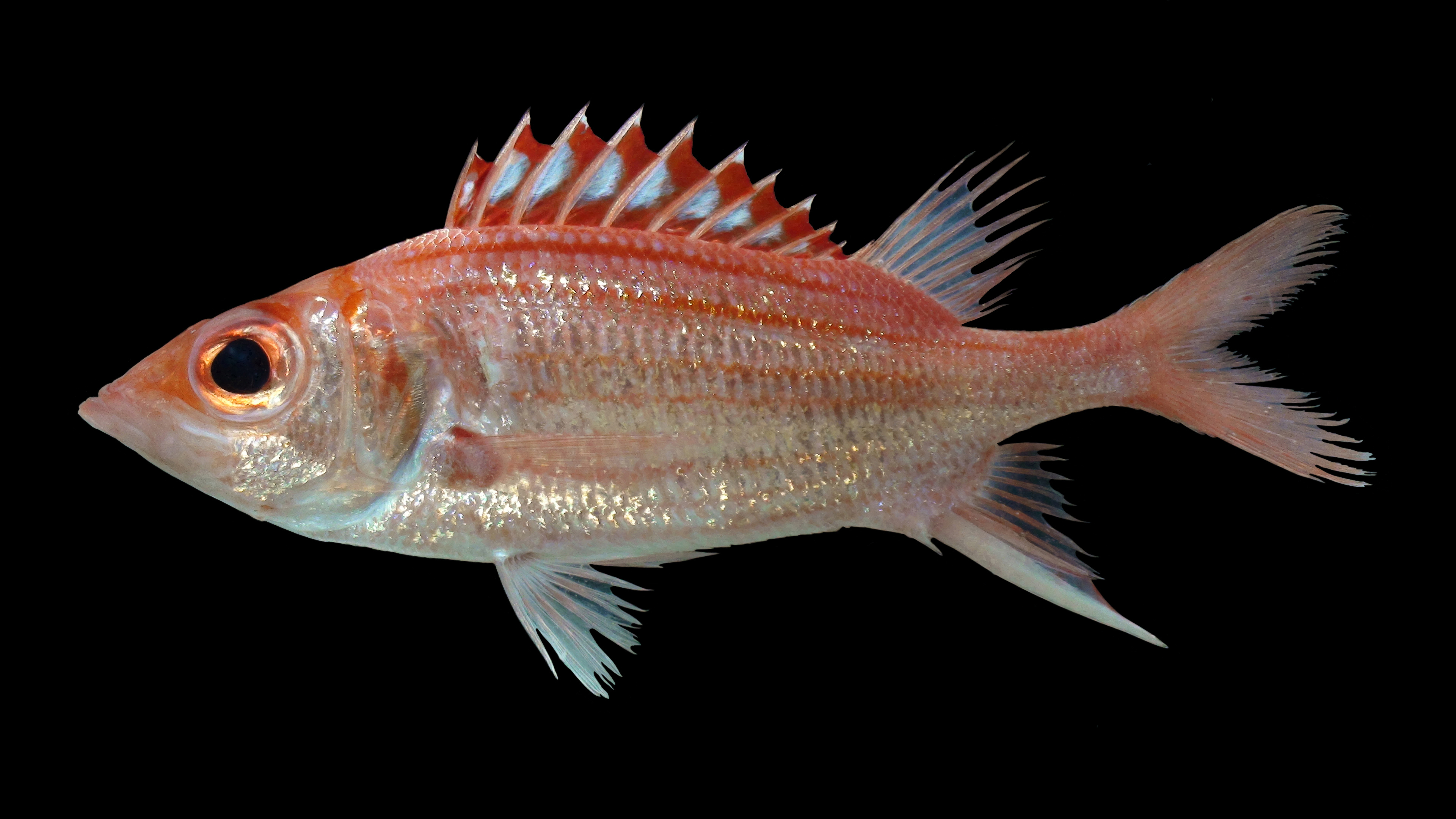
Neoniphon pencei.
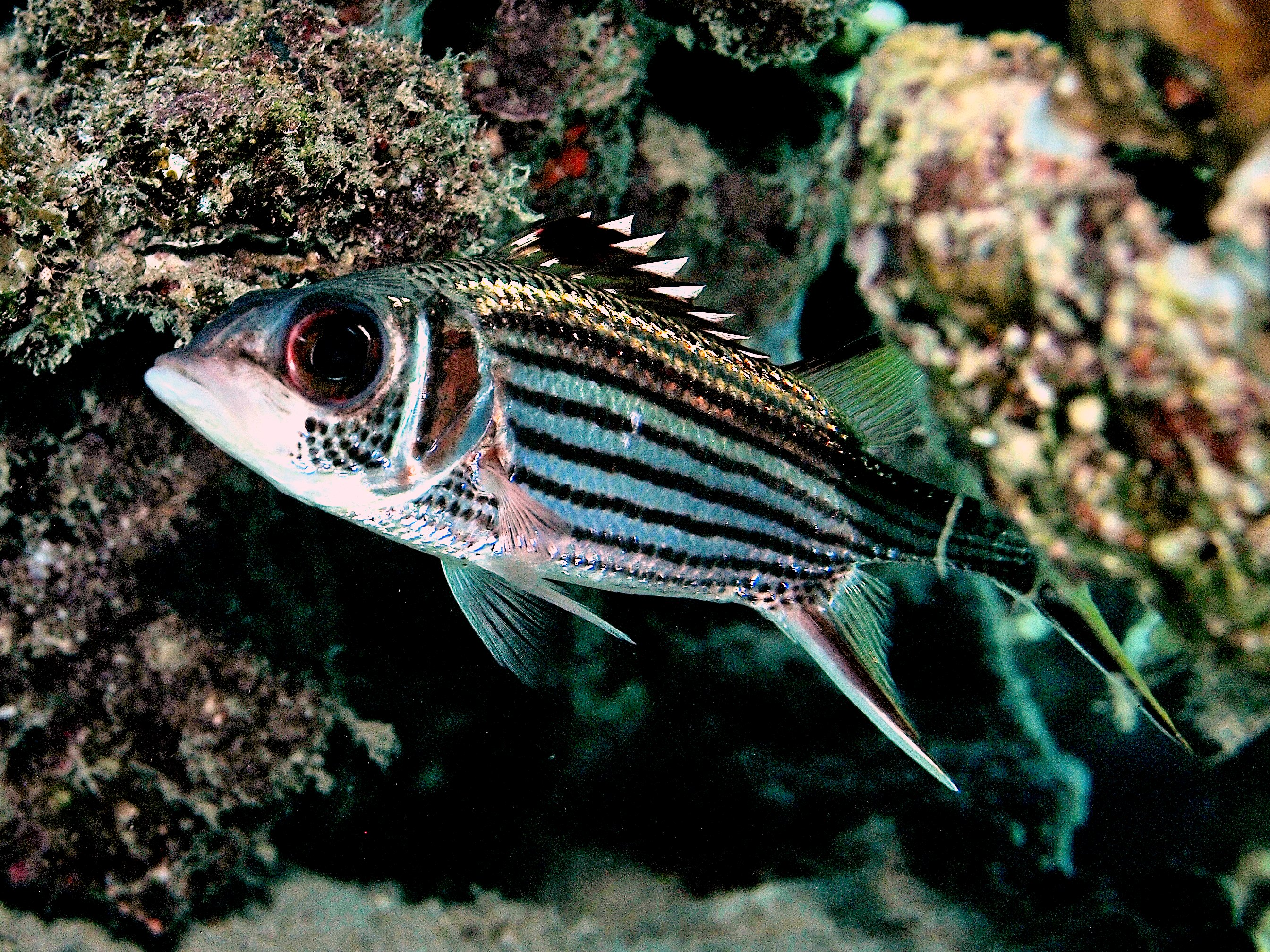
Neoniphon sammara.